# Tresbœuf
Tresbœuf (en bretó Trevo) és un municipi francès, situat a la regió de Bretanya, al departament d'Ille i Vilaine. L'any 2006 tenia 1.120 habitants.

## Demografia
| 1962                                       | 1968 | 1975 | 1982 | 1990 | 1999 |
| ------------------------------------------ | ---- | ---- | ---- | ---- | ---- |
| 855                                        | 916  | 860  | 856  | 878  | 926  |
| Des de 1962: població sense dobles comptes |      |      |      |      |      |

## Administració
| Període | Identitat    | Partit        |
| ------- | ------------ | ------------- |
| 1995-   | Annie Moutel | Divers droite |